# Vân Thủy
Vân Thủy là một xã thuộc huyện Chi Lăng, tỉnh Lạng Sơn, Việt Nam.
Xã Vân Thủy có diện tích 28,3 km², dân số năm 1999 là 2.328 người, mật độ dân số đạt 82 người/km².
Theo thống kê năm 2019, xã Vân Thủy có diện tích 28,3 km², dân số là 2.483 người, mật độ dân số đạt 88 người/km².